# Сакалушешти (Њамц)
Сакалушешти (рум. Săcălușești) насеље је у Румунији у округу Њамц у општини Агапија. Oпштина се налази на надморској висини од 392 m.

## Становништво
Према подацима из 2002. године у насељу је живело 647 становника, од којих су сви румунске националности.